# Arsenalna (stanice metra v Kyjevě)
Arsenalna (ukrajinsky Арсенальна) je stanice kyjevského metra na Svjatošynsko-Brovarské lince. Nedaleko stanice se nachází památky Kyjevskopečerská lávra, Mariinský palác a socha Matka Ukrajina.
Do roku 2022 se jednalo o nejhlubší stanici metra na světě s hloubkou 105,5 metrů.

## Charakteristika
Stanice je typu Londýn, pilíře jsou obloženy mramorem. Obklad kolejových zdí je z dlaždic.
Stanice má jeden vestibul, vestibuly ústí na Arsenálné náměstí. Vestibuly jsou s nástupištěm propojeny eskalátorem.